# Черкаське (Самарівський район)
Черка́ське — селище Дніпропетровської області Самарівського району. З 2019 року центр Черкаської селищної громади. Населення за переписом 2001 року становить 4 046 осіб. За оцінкою 2025 року населення складає 3,9 тисяч осіб.  
Колишнє військове містечко 22-ї гвардійської танкової дивізії 6-ї гвардійської танкової армії ЗС СРСР Київського ВО.

## Географічне розташування
Селище Черкаське знаходиться на лівому березі річки Самара, вище за течією на відстані 5,5 км розташоване селище Зарічне, нижче за течією на відстані 3 км розташоване село Орлівщина, на протилежному березі — село Хащеве. До селища примикає лісовий масив (сосна).

## Історія
На Плані Генерального Межування Новомосковського та Катеринославського повітів за 1821 рік вказано, що у районі в'їзду до сучасного смт Черкаське існувало шкіряне виробництво, позначене на мапі як "Кожевенна фабрика". Також на мапі зафіксована назва струмка, який можна бачити і донині – р. (ручай) Липʼянка.

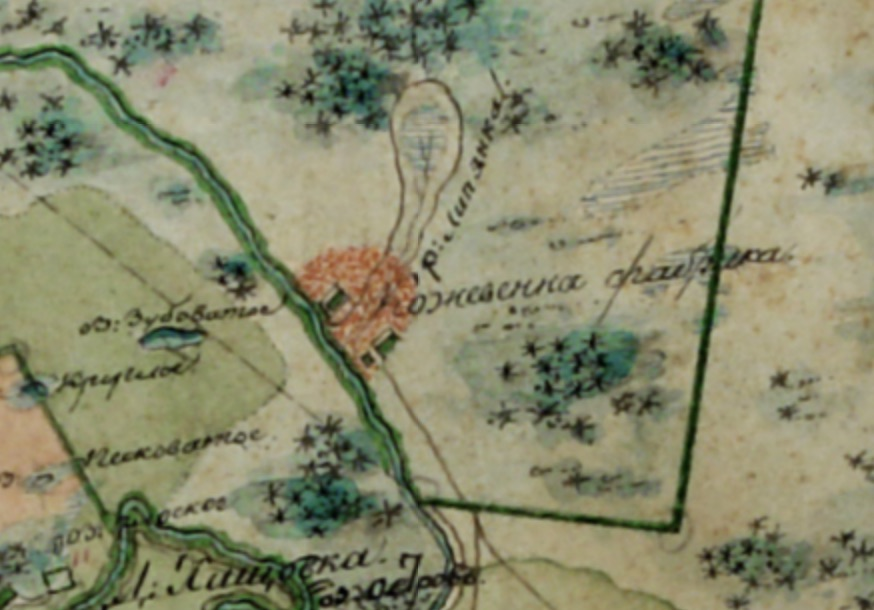
Територія сучасного селища Черкаське на Плані Генерального Межування Новомосковського повіту за 1821 рік

Збудовано у 1949 році як невелике військове містечко навчального батальйону Нове (землянки на околиці теперішнього селища в напрямку села Орлівщина) Нове, з 1958 р. Черкаське за почесним найменуванням передислокованої сюди із Забайкалля восени 1957 року Черкаській гвардійській танковій дивізії, для якої почалося будівництво житлових одноповерхівок на 4500 мешканців, 8-річній школи і казарм. Зводилися багатоповерхівки, казарми (з 1979 року), парки для військової техніки, облаштовувалися командні пункти, прокладалися дороги.
В гуртожитку нині ЖЕК, в Будинку офіцерів – селищна рада.
На початку 60-х років було побудовано три двоповерхових будинки, а в 70-х роках почалося будівництво п'ятиповерхових будинків — це будинки № 1,2,3. У 1978 році відкрито нову 10-річну школу.
У 1990 році гвардійська танкова дивізія була розформована, і на її місце з Угорщини прибула 93-тя мотострілецька дивізія, а нині бригада, найкраща в Збройних силах України. Кількість населення зросла до 7,5 тис. Почалось будівництво дитячого садочка, житлових будинків, школи. У тому ж 1990 році була створена Черкаська селищна рада, головою якої з того часу до тепер місцеві жителі обирають В. С. Тотояна. Населення 4227 осіб (на 1.07.2007 р.). Меблевий цех, є амбулаторія, будинок офіцерів, дитячий садочок, школа мистецтв, перукарні, АЗС. 10 жовтня 2003 році відкрила свої двері нова школа. Багато жителів селища брали участь у ліквідації аварії на Чорнобильській АЕС, 103 чоловіка пройшли бойових шлях в Афганістані. До 20-річчя виводу радянських військ з Афганістану в селищі відкрито музей, пам'ятник воїнам-афганцям.

## Населення

### Мова
Розподіл населення за рідною мовою за даними перепису 2001 року:
| Мова            | Кількість | Відсоток |
| --------------- | --------- | -------- |
| українська      | 2270      | 56.10%   |
| російська       | 1759      | 43.48%   |
| білоруська      | 7         | 0.17%    |
| інші/не вказали | 10        | 0.25%    |
| Усього          | 4046      | 100%     |

## Економіка
- ТОВ «Дельта-плюс».

## Об'єкти соціальної сфери

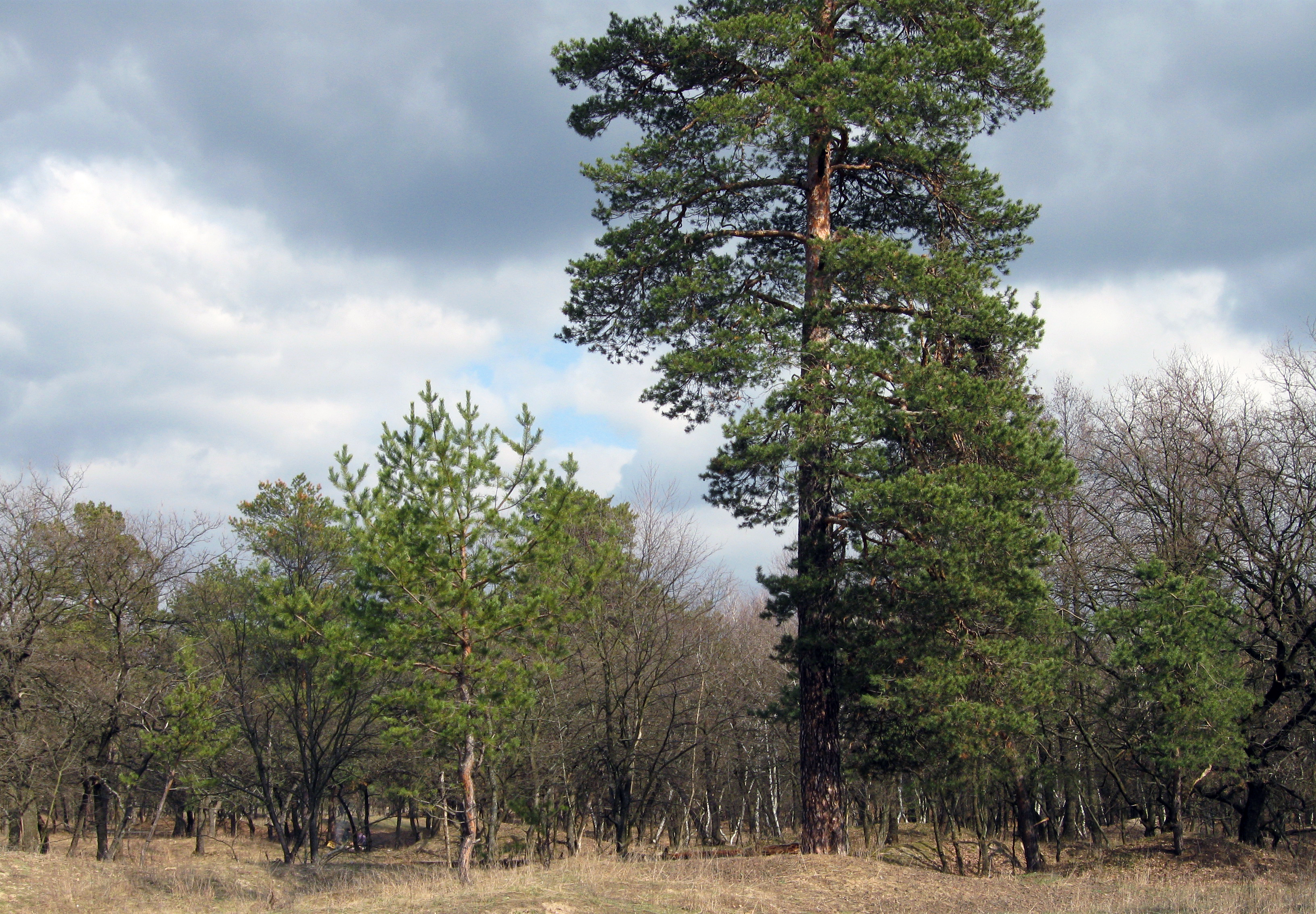
Самарський ліс з боку селища Черкаське

- Черкаський ліцей Черкаської селищної ради Самарівського району Дніпропетровської області[4]
- Дитячий садочок.
- Амбулаторія.
- Військовий госпіталь.
- Гарнізонний будинок офіцерів.
- Філія Новомосковської районної школи мистецтв.

## Військові частини
- 93-тя окрема механізована бригада
- 74-й окремий розвідувальний батальйон
- 121-й окремий полк зв'язку
- 502-й окремий батальйон радіоелектронної боротьби
- 532-й окремий ремонтно-відновлювальний полк
- Новомосковський навчальний центр

## Уродженці
- Делюкін Юрій Петрович (1994—2017) — солдат Збройних сил України, десантник, учасник російсько-української війни.
- Малетич Дмитро Миколайович (1995—2016) — учасник російсько-української війни[5].